# Giosuè Cattarossi

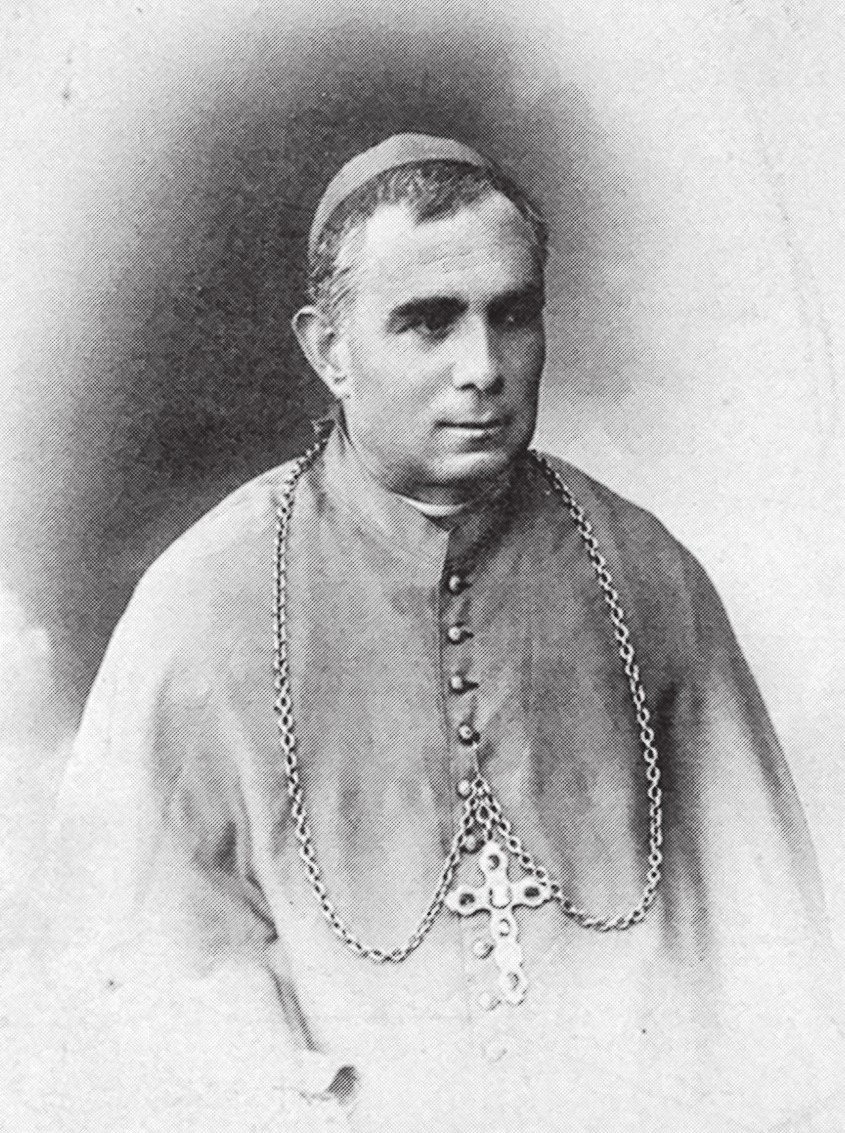
Giosuè Cattarossi in 1911

Giosuè Cattarossi (Cortale, 23 april 1863 - 1944), was een Italiaanse geestelijke en bisschop van de Rooms-Katholieke Kerk. Hij werd in 1888 tot priester gewijd. Op 11 april 1911 benoemde paus Pius X hem tot bisschop van Albenga. Op 21 november 1913 volgde zijn benoeming tot bisschop van het bisdom Belluno en Feltre.
Op 7 juli 1935 wijdde hij Albino Luciani, de latere paus Johannes Paulus I, tot priester.
- Istituto Centrale per il Catalogo Unico: CUBV037503
- Virtual International Authority File: 305115054